# Categoría Primera A 1961
Die Categoría Primera A 1961 war die vierzehnte Austragung der kolumbianischen Fußballmeisterschaft. Die Meisterschaft konnte zum sechsten Mal Millonarios vor Independiente Medellín gewinnen. Torschützenkönig wurde der Argentinier Alberto Perazzo von Santa Fe mit 31 Toren.
Wie im Vorjahr spielten 12 Mannschaften mit. Unión Magdalena nahm nicht mehr teil. Neuer Teilnehmer war Once Caldas, ein Zusammenschluss der verschwundenen Vereine Deportes Caldas und Once Deportivo.
Der Meister qualifizierte sich für die Copa Campeones de América 1962.
Alle Mannschaften spielten viermal gegeneinander.

## Teilnehmer
Die folgenden Vereine nahmen an der Spielzeit 1961 teil.
| Mannschaft                                          | Stadt       | Departamento       |
| --------------------------------------------------- | ----------- | ------------------ |
| América de Cali                                     | Cali        | Valle del Cauca    |
| Atlético Nacional                                   | Medellín    | Antioquia          |
| Atlético Bucaramanga                                | Bucaramanga | Santander          |
| Once Caldas                                         | Manizales   | Caldas             |
| Deportivo Cali                                      | Cali        | Valle del Cauca    |
| Cúcuta Deportivo                                    | Cúcuta      | Norte de Santander |
| Independiente Santa Fe                              | Bogotá      | Bogotá             |
| Independiente Medellín                              | Medellín    | Antioquia          |
| Millonarios                                         | Bogotá      | Bogotá             |
| Deportivo Pereira                                   | Pereira     | Caldas 1           |
| Deportes Quindío                                    | Armenia     | Caldas 1           |
| Deportes Tolima                                     | Ibagué      | Tolima             |
| 1 Quindío und Risaralda wurden erst 1966 gegründet. |             |                    |

## Tabelle
| Pl. | Verein                 | Sp. | S  | U  | N  | Tore    | Diff. | Punkte |
| --- | ---------------------- | --- | -- | -- | -- | ------- | ----- | ------ |
| 1.  | Millonarios            | 44  | 25 | 12 | 7  | 095:560 | +39   | 62:26  |
| 2.  | Independiente Medellín | 44  | 21 | 12 | 11 | 072:540 | +18   | 54:34  |
| 3.  | Santa Fe (M)           | 44  | 21 | 8  | 15 | 099:730 | +26   | 50:38  |
| 4.  | Cúcuta Deportivo       | 44  | 16 | 15 | 13 | 071:660 | +5    | 47:41  |
| 5.  | Deportivo Cali         | 44  | 17 | 12 | 15 | 075:650 | +10   | 46:42  |
| 6.  | Atlético Bucaramanga   | 44  | 16 | 12 | 16 | 061:610 | ±0    | 44:44  |
| 7.  | Once Caldas            | 44  | 15 | 13 | 16 | 064:580 | +6    | 43:45  |
| 8.  | América de Cali        | 44  | 15 | 10 | 19 | 065:740 | −9    | 40:48  |
| 9.  | Deportivo Pereira      | 44  | 15 | 10 | 19 | 068:820 | −14   | 40:48  |
| 10. | Deportes Quindío       | 44  | 12 | 13 | 19 | 054:910 | −37   | 37:51  |
| 11. | Atlético Nacional      | 44  | 13 | 9  | 22 | 069:900 | −21   | 35:53  |
| 12. | Deportes Tolima        | 44  | 9  | 12 | 23 | 053:760 | −23   | 30:58  |

| (M) | Meister 1960: Santa Fe |

## Torschützenliste
| Pl. | Spieler           | Mannschaft             | Tore |
| --- | ----------------- | ---------------------- | ---- |
| 1.  | Alberto Perazzo   | Santa Fe               | 31   |
| 2.  | Juan Vairo        | Independiente Medellín | 30   |
| 3.  | Roberto Mirabelli | Once Caldas            | 23   |